# William H. Prescott
William Hickling Prescott (Salem, Massachusetts, 4 de mayo de 1796 - Boston, 29 de enero de 1859), conocido más como William H. Prescott, fue un historiador e hispanista protestante estadounidense.

## Trayectoria
Hijo de William Prescott Jr., abogado, y de Catherine Greene Hickling, descendía de una prominente familia de origen inglés. Su abuelo paterno, William Prescott, sirvió como coronel de los patriotas en la Guerra de Independencia de los Estados Unidos, y tuvo un destacado papel en la batalla de Bunker Hill. William H. Prescott descendía, por línea materna, del capitán John Linzee, quien combatió en la misma batalla pero en el bando realista. Las espadas entrecruzadas de ambos soldados, que en su día adornaron la biblioteca del historiador, se encuentran hoy en la Sociedad Histórica de Massachusetts.[cita requerida]
Siendo aún joven, sufrió una seria lesión en uno de los ojos a causa de una corteza de pan duro lanzada con fuerza mientras asistía a la Universidad Harvard, donde se graduó en Derecho en 1814. Posteriormente, realizó un extenso viaje por Europa, en el que visitó Inglaterra, Francia e Italia, desde abril de 1816 hasta julio de 1817. Aunque la lesión ocular se agravó y se extendió al otro ojo y no le permitía leer más que unas pocas horas al día, decidió dedicarse a la historia. En esta decisión, contaba con el pleno apoyo de su familia, que poseía medios más que suficientes. Su peculiar método de trabajo consistía en requerir la ayuda de un secretario que le leyera en voz alta; gracias a que desarrolló una excelente memoria sonora (podía recordar hasta sesenta páginas leídas, al pie de la letra), pudo redactar sus primeros trabajos.[cita requerida]
En 1821, publicó su primera contribución a la North American Review: un repaso a las cartas de Lord Byron a Alexander Pope. A dicha revista remitió después, durante largos años, los resultados de sus investigaciones, que por entonces iban desde la literatura francesa hasta el drama isabelino, las baladas inglesas y la literatura italiana. Aunque en un primer momento pensó en dedicarse por entero a esta última, comenzó a apasionarse por la hispanística en virtud de la amistad que empezó a cultivar con el profesor de Harvard e hispanista George Ticknor, quien más tarde sería su biógrafo (The life of William Hikcling Prescott, Boston, 1864, revisada en 1875), y decidió especializarse en la historia de España e Hispanoamérica. Asimismo trabó amistad con el hispanista y bibliógrafo Obadiah Rich (1783-1850). El 4 de mayo de 1820 se casó con Susan Amory.
Su primera obra fue The History of the Reign of Ferdinand and Isabella, the Catholic (1837), que alcanzó un éxito inmediato. Escribió asimismo diversos estudios críticos e históricos mientras se documentaba para escribir su obra más importante, la Historia de la conquista de México (1843) con ayuda del arabista español Pascual de Gayangos y Arce. Su éxito internacional le granjeó un gran prestigio y le animó a emprender también la Historia de la conquista de Perú (1847). Aunque su vista iba debilitándose a causa de los esfuerzos a que la sometía, no cesó sus trabajos, por lo que sufrió una apoplejía en 1858 y murió al año siguiente, dejando inacabada su Historia de Felipe II (vols. I y II, 1855; vol. III, 1858). Todas estas obras fueron traducidas a numerosas lenguas y le ganaron el aprecio de los mayores espíritus de su época.
Por más que los trabajos de Prescott aparezcan hoy como superados, su obra sobrevive gracias a su aliento narrativo, su imparcialidad y rigor documental y el vigor y la plasticidad de su excelente estilo, y se le considera por ello uno de los mejores historiadores norteamericanos y el primero en ser valorado como tal a la otra orilla del Atlántico. Sus Misceláneas biográficas y críticas salieron a luz en 1859. Sus obras completas aparecieron en 16 volúmenes, editadas por J. F. Kirk entre 1870 y 1874. Fueron ampliadas después por W. H. Munro (22 vol., 1904, repr. 1968). Su Correspondencia fue recogida por Roger Wolcott (1925) y sus Memoranda literarios por C. Harvey Gardiner (1961).

## Obras publicadas
- History of the Reign of Ferdinand and Isabella, the Catholic (1837).
- History of the Conquest of Mexico (1843).
- Biographical and Critical Miscellanies (1845).
- History of the Conquest of Peru (1847).
- History of the Reign of Philip II (1855-58). Incompleta; que se completó sólo hasta el año 1568 con la muerte del hijo de Phillips, Carlos, Príncipe de Asturias, y de la tercera esposa de Phllips, Isabel de Valois.
- The Correspondence of William Hickling Prescott (1833 - 1847). Edición de Roger Wolcott. Massachusetts Historical Society, 1925.
- The Literary Memoranda of William Hickling Prescott. 2 vols. Edición de C. Harvey Gardiner. Oklahoma, 1961.
- The Papers of William Hickling Prescott. Edición de C. Harvey Gardiner. Illinois, 1964.